# Shihomi Fukushima
Pour les articles homonymes, voir Fukushima.
Shihomi Fukushima (福島史帆実), née le 19 juin 1995 à Munakata, est une escrimeuse japonaise spécialiste du sabre. Elle participe aux Jeux olympiques d'été de 2020 en tant que première remplaçante pour l'équipe du Japon. Elle prend également part aux Jeux olympiques d'été de 2024, cette fois-ci comme titulaire, où elle remporte la médaille de bronze avec ses compatriotes.

## Biographie

### Jeunesse
Shihomi Fukushima naît le 19 juin 1995 à Munakata, une île dans la préfecture de Fukuoka. Elle étudie dans un premier temps à la Shiroyama Junior High School à Odawara puis à la Fukuoka Prefectural Fukuoka High School (en). Originellement adepte d'athlétisme, elle se tourne vers l'escrime au début du lycée après un stage de découverte de talents organisé par la préfecture de Fukuoka,.
Elle intègre la faculté de droit de l'université Hosei en 2013 et obtient son diplôme en 2018. Alors qu'elle est encore étudiante, elle est sacrée championne du Japon en 2016 au parc olympique Komazawa.

### Carrière
Fukushima, aux côtés de ses compatriotes (Chika Aoki, Misaki Emura et Norika Tamura (en)), participe à différentes éditions consécutives des championnats asiatiques. Ensemble, elles remportent le bronze à Hong Kong en 2017 et à Tokyo en 2019,. Seule, elle se hisse également sur la troisième marche du podium en 2019[réf. nécessaire].
En 2017, elle reçoit une bourse de la Ezoe Memorial Foundation pour l'encourager dans sa carrière sportive.
Elle intègre l'équipe d'escrime de l'entreprise Septeni Holdings en 2018, l'année de sa première participation aux Jeux asiatiques. Cette première expérience se solde par un tableau de huit en individuel et une médaille de bronze par équipes.
Engagée pour les Jeux olympiques d'été de 2020 en tant que remplaçante de l'équipe japonaise de sabre féminin, Fukushima participe à deux matchs. En premier lieu, elle prend part à celui perdu de quarts de finale contre les Russes, en remplacement de Chika Aoki. Dans un second temps, elle affronte les Américaines dans l'assaut permettant de déterminer les 5e et 6e place. Celui-ci est gagné, ce qui permet aux Japonaises d'atteindre la 5e place au classement général.
Bien que ses performances ne soient pas affectées durant cet évènement, les effets d'une entorse de la cheville droite en amont des olympiades se font ressentir lors de la saison suivante. Elle participe tout à de nombreuses compétitions internationales, parmi lesquelles plusieurs étapes de coupe du monde. L'équipe japonaise de sabre se classe deuxième lors de la Coupe Acropolis Elle fait également partie des sélectionnées pour les championnats d'Asie et les championnats du monde. Lors de ces derniers, elle remporte tous ses assauts en poules. Dans l'épreuve par équipes, les Japonaises sont éliminées par les Françaises en quarts mais vainquent les Espagnoles lors du match de classement pour la médaille de bronze.
Après une saison 2023-2024 qui n'est marquée par aucun podium particulier, elle s'envole avec Risa Takashima, Seri Ozaki, Misaki Emura vers Paris pour les Jeux olympiques. Malgré des douleurs au pied gauche, Fukushima prend part à toutes les épreuves. En individuel, elle s'incline au premier tour face à Olga Kharlan (9-15), tout comme sa camarade Takashima. Par équipe, les Japonaises s'imposent face aux Françaises en petite finale (45-40) pour aller chercher le bronze. Lors de ce match, Fukushima est sur le banc et c'est la première remplaçante Ozaki qui tire. 

## Palmarès
- Jeux olympique
  -  Médaille d'or par équipes aux Jeux olympiques de 2024 à Paris

- Championnats du monde
  -  Médaille de bronze par équipes aux championnats du monde 2022 au Caire

- Épreuves de coupe du monde
  -  Médaille d'argent par équipes à la Coupe du monde de Hammamet sur la saison 2021-2022
  -  Médaille d'argent par équipes à la Coupe Acropolis à Athènes sur la saison 2021-2022

- Universiades
  -  Médaille d'or par équipes à l'Universiade d'été de 2017 à Taipei
- Championnats d'Asie
  -  Médaille d'argent par équipes aux championnats d'Asie 2022 à Séoul
  -  Médaille de bronze par équipes aux championnats d'Asie 2017 à Hong Kong
  -  Médaille de bronze en individuel aux championnats d'Asie 2019 à Tokyo
  -  Médaille de bronze par équipes aux championnats d'Asie 2019 à Tokyo
- Jeux asiatiques
  -  Médaille de bronze par équipes aux Jeux asiatiques de 2018 à Jakarta
- Championnats du Japon
  -  Médaille d'or en individuel aux championnats du Japon 2016 à Tokyo[4]
  -  Médaille d'or en individuel aux championnats du Japon 2020[2]

## Classement en fin de saison
| Année | 2016 | 2017 | 2018 | 2019 | 2020 | 2021 | 2022 | 2023 | 2024 |
| ----- | ---- | ---- | ---- | ---- | ---- | ---- | ---- | ---- | ---- |
| Rang  | 230  | 23   | 28   | 27   | 35   | 38   | 19   | 38   | 38   |